# Nikolaos Papakiriazis
Nikolaos Papakiriazis, gr. Νικόλαος Παπακυριαζής (ur. 3 sierpnia 1940 w Salonikach, zm. 29 września 2003) – grecki polityk, lekarz, nauczyciel akademicki i samorządowiec, poseł do Parlamentu Europejskiego II i IV kadencji.

## Życiorys
W 1964 ukończył medycynę na Uniwersytecie Arystotelesa w Salonikach, doktoryzował się w 1972. Na początku lat 70. kształcił się również w Londynie. Specjalizacje zawodowe uzyskiwał w zakresie patomorfologii i cytologii. Pracował na macierzystej uczelni, był dyrektorem uniwersyteckiego laboratorium, a także jednego ze szpitali. Od 1981 do 1982 pełnił funkcję prezesa jednego z greckich towarzystw medycznych.
Działał w Panhelleńskim Ruchu Socjalistycznym, był członkiem władz regionalnych tej partii. Od 1982 wybierany na radnego miejskiego w Salonikach, w latach 1983–1985 pełnił funkcję zastępcy burmistrza. W latach 1985–1989 i 1994–1999 sprawował mandat eurodeputowanego, wchodząc w skład frakcji socjalistycznej. Zajmował stanowisko wiceprzewodniczącego Komisji ds. Socjalnych i Zatrudnienia.